# Sound of Frankfurt (Festival)
Sound of Frankfurt (kurz SoF) war ein sommerliches Musikfestival in der Innenstadt von Frankfurt am Main, das zwischen 1994 und 2004 elfmal stattfand. Das erste Sound of Frankfurt wurde 1994 zum 1200-jährigen Bestehen der Stadt Frankfurt am Main mit damals drei Bühnen organisiert. Das Festival wurde nach einer bereits in den 1980er Jahren entstandenen regionalen Stilrichtung der elektronischen Tanzmusik Sound of Frankfurt benannt.
Im Laufe der Jahre entwickelte es sich zu einer regelmäßigen Großveranstaltung, die stets große Besucherströme auch aus ganz Deutschland anlockte. Auf mittlerweile insgesamt acht Bühnen (in der Anzahl leicht variierend) verfolgten etwa 500.000 Zuschauer vollkommen verschiedene Musikstile von Rock, Latino und House über Alternative bis zu den aktuellen Topacts aus den Charts. 
Die Veranstaltungen waren aufgrund ihres hohen Wirtschaftsfaktors von der Verwaltung gerne gesehen und standen unter der Schirmherrschaft von Frankfurts Oberbürgermeisterin Petra Roth. Das Festival dauerte jeweils 12 Stunden von 16:00 Uhr bis 4:00 Uhr früh. Die S-Bahnen des Rhein-Main-Verkehrsverbundes fuhren zu dieser Veranstaltung die ganze Nacht hindurch. Zusätzlich wurden Nachtbusse eingesetzt. Lokaler Partner war vor allem der Hessische Rundfunk, der die Veranstaltung im Fernsehen und im Radio auch stets live übertragen hatte. 
Die vorerst letzte Veranstaltung der Reihe fand am 3. Juli 2004 statt. Im Jahr 2005 fiel Sound of Frankfurt zum ersten Mal aus. Die Veranstalter begründeten die Absage mit gestiegenen Kosten und einem Mangel an Sponsoren. Auch 2006 fand kein Sound of Frankfurt statt. Grund war erneut der Mangel an Sponsoren, die sich im Juni und Juli auf die Fußball-Weltmeisterschaft, unter anderem mit der SkyArena, konzentrieren wollten. Nachdem das Festival auch in den folgenden Jahren nicht stattfand, ist es ungewiss, ob es noch einmal stattfinden wird.